# Chase Budinger
Chase Andrew Budinger (Encinitas, California; 22 de mayo de 1988) es un exjugador de baloncesto y jugador de vóley-playa estadounidense que disputó siete temporadas en la NBA y una en la ACB. Con 2,01 metros de altura, jugaba en la posición de alero.

## Trayectoria deportiva

### Universidad
Tras participar en el prestigioso McDonald's All-American Game en 2006, donde fue elegido MVP del partido junto con Kevin Durant, jugó durante 3 temporadas con los Wildcats de la Universidad de Arizona, en las que promedió 17 puntos, 5,8 rebotes y 2,8 asistencias por partido. En su primera temporada fue elegido novato del año de la Pacific Ten Conference, tras acabar como séptimo mejor anotador de la conferencia, con 15,6 puntos por partido. Esa temporada consiguió su récord de anotación ante Northern Arizona, anotando 32 puntos.

#### Estadísticas
| Año     | Equipo  | PJ  | PT  | MPP  | %TC  | %3P  | %TL  | RPP | APP | ROB | TPP | PPP  |
| ------- | ------- | --- | --- | ---- | ---- | ---- | ---- | --- | --- | --- | --- | ---- |
| 2006–07 | Arizona | 31  | 31  | 33.0 | .485 | .368 | .845 | 5.8 | 2.0 | 1.2 | .4  | 15.6 |
| 2007–08 | Arizona | 34  | 34  | 35.3 | .446 | .380 | .718 | 5.4 | 2.9 | 1.1 | .2  | 17.1 |
| 2008–09 | Arizona | 35  | 35  | 37.6 | .480 | .399 | .801 | 6.2 | 3.4 | 1.4 | .5  | 18.0 |
| Total   | Total   | 100 | 100 | 35.4 | .469 | .383 | .782 | 5.8 | 2.8 | 1.3 | .4  | 17.0 |

### Profesional
Fue elegido en la cuadragésimo cuarta posición del Draft de la NBA de 2009 por Detroit Pistons, quienes lo traspasaron a Houston Rockets a cambio de una futura segunda ronda del draft y dinero.
Tras 3 temporadas en Houston, en junio de 2012 se cierra un traspaso que lo envía (junto a los derechos de Lior Eliyahu) a los Minnesota Timberwolves a cambio de la elección número 18 del draft de ese mismo año.
Después de 3 temporadas con los Wolves, el 12 de julio de 2015, es traspasado a Indiana Pacers a cambio de Damjan Rudež. Tras 49 encuentros, el 5 de marzo de 2016, es cortado por los Pacers. Pero el 8 de marzo firma con Phoenix Suns hasta final de temporada.
El 26 de septiembre de 2016, firma con Brooklyn Nets, pero el 18 de octubre es cortado por los Nets sin haber comenzado la temporada.
El 27 de octubre de 2016 se confirma su fichaje para la temporada 2016/17 por el Baskonia de la liga Endesa de España.

### Voleibol
En 2017, Budinger decide retirarse el baloncesto profesional, para dedicarse al vóley playa. Debutó en un torneo AVP con Sean Rosenthal como pareja en 2018, y en 2019 con Casey Patterson. Participará en los Juegos Olímpicos de París 2024 formando pareja junto a Miles Evans, convirtiéndose en la única persona en jugar un partido de temporada regular en la NBA y ser olímpico en vóley playa.

## Estadísticas de su carrera en la NBA

### Temporada regular
| Año     | Equipo    | PJ  | PT | MPP  | %TC  | %3P  | %TL  | RPP | APP | ROB | TPP | PPP |
| ------- | --------- | --- | -- | ---- | ---- | ---- | ---- | --- | --- | --- | --- | --- |
| 2009-10 | Houston   | 74  | 4  | 20.1 | .441 | .369 | .770 | 3.0 | 1.2 | .5  | .2  | 8.9 |
| 2010-11 | Houston   | 78  | 22 | 22.3 | .425 | .325 | .855 | 3.6 | 1.6 | .5  | .2  | 9.8 |
| 2011-12 | Houston   | 58  | 9  | 22.4 | .442 | .402 | .771 | 3.7 | 1.3 | .5  | .1  | 9.6 |
| 2012-13 | Minnesota | 23  | 1  | 22.1 | .414 | .321 | .762 | 3.1 | 1.1 | .6  | .3  | 9.4 |
| 2013-14 | Minnesota | 41  | 8  | 18.3 | .394 | .350 | .821 | 2.5 | .8  | .5  | .0  | 6.7 |
| 2014-15 | Minnesota | 67  | 4  | 19.2 | .433 | .364 | .827 | 3.0 | 1.0 | .7  | .1  | 6.8 |
| 2015-16 | Indiana   | 49  | 2  | 14.9 | .418 | .290 | .708 | 2.5 | 1.0 | .6  | .2  | 4.4 |
| 2015-16 | Phoenix   | 17  | 0  | 11.8 | .511 | .235 | .625 | 1.7 | .9  | .2  | .1  | 3.2 |
| Total   | Total     | 407 | 50 | 19.7 | .430 | .352 | .797 | 3.0 | 1.2 | .5  | .2  | 7.9 |

## Vida personal
Chase es hijo de Duncan y Māra Budinger. Su abuelo por parte de madre, Andrejs Eglītis, era de origen letón, que se trasladó a Estados Unidos tras la Segunda Guerra Mundial y, orgulloso de sus raíces, escribió el libro llamado A Man From Latvia.
Su hermana mayor, Brittanie, jugó al voleibol en la Universidad de San Francisco y como profesional en Europa. Su hermano mayor, Duncan, también jugó al voleibol en torneos profesionales.